# Ендосимбіонти
Ендосимбіонти — організми, що живуть в межах тіла або клітин іншого організму, тобто, формуючи ендосимбіоз (від грец. endo — «внутрішній», sym — «разом» і biosis  — «мешкання»). Приклади такого співжиття можна прослідкувати у: азотфіксуючих бактерій (різобії), які живуть у корневих бульбочках рослин родини бобових; одноклітинних водоростей всередині клітин коралів і бактеріальних ендосимбіонтів всередині тіла вищих організмів, особливо комах. Існують і інші приклади ендосимбіозу.
Багато зразків ендосимбіозу є облігатними, де ані ендосимбіонт, ані хазяїн не можуть вижити без іншого, наприклад безкишкові морські черви, які отримують поживні речовини від своїх ендосимбіотичних бактерій. Проте, не всі випадки ендосимбіозу облігатні. Також, деякі випадки ендосимбіозу можуть бути шкідливими до будь-якого з залучених організмів (див. симбіоз).

Вважається, що такі органели еукаріотичних клітин, як мітохондрії і пластиди (наприклад, хлоропласти), походять від бактеріальних ендосимбіонтів 

.